# أباتوصور
أباتوسورس (بالإنجليزية: Apatosaurus) أو برونتوسورس (بالإنجليزية:Brontosaurus) هي فصيلة من الديناصورات الكبيرة، ومعني الاسم «السحلية الخادعة» وتسمى أيضا «برونتوصور» أي «سحلية الرعد». وينتمي الأباتوسورس إلى جنس الصوروبودا. عاشت ديناصورات الأباتوسورس خلال العصر الجوراسي المتأخر قبل 150 مليون سنه، وقد عثرت على أحفورات له في كولورادو وأوكلاهوما وفيومينج وأوتاه في أمريكا الشمالية.
وصل طول الأباتوسورس بين 21 إلى 26 متر ووزنه 30 إلى 35 طن. كانت بنيته قوية ولكن لم يصل طوله إلى طول أحد أقربائه الشبيه به وهو الديبلودوكس. ولكن ذيله كان أطول ويتكون من 83 فقرة. وقد احتار العلماء عما إذا كان الأباتوسورس يستخدم ذيله في الدفاع ضد الأعداء ويبدو أن ذلك لم يكن ممكنا حيث كانت مؤخرة الذيل رفيعة ضعيفة ولم توجد علي واحد منها أي إصابات، وفي نفس الوقت كانت حركة الذيل محدودة. ومن المحتمل أن يكون الأباتوسورس كان يستخدم ذيله لعمل «فرقعة» صوتيه، فقد يكون ذلك بغرض التواصل مع ذويه. كان رأس الأباتوسورس طويلا ومنخفضا كما هو الحال مع جميع الديبلودوكسات.

## وصفه

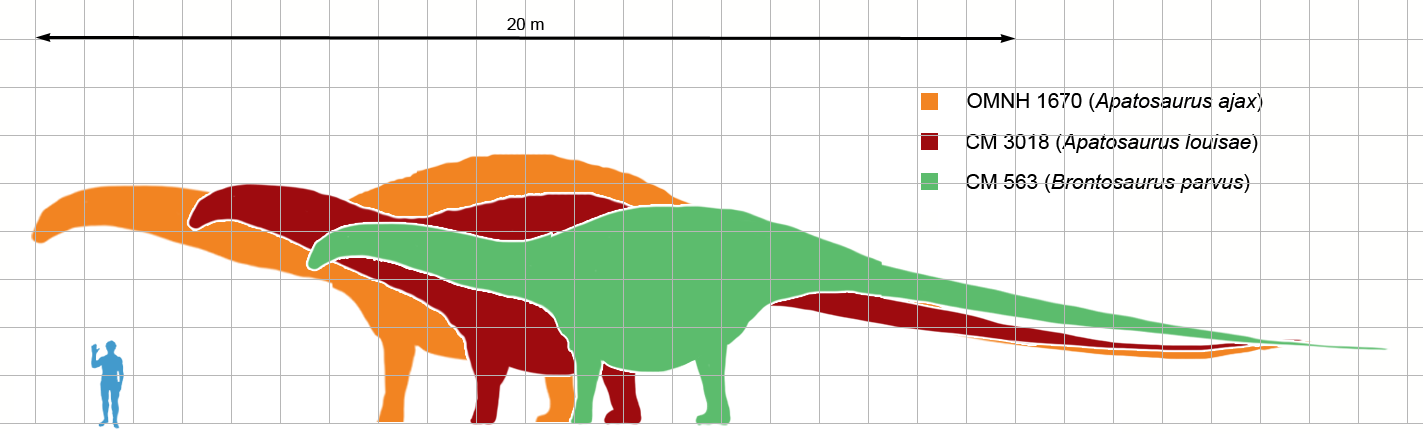
مقارنة احجام ثلاثة أنواع من الأباتوصور وإنسان: : أباتوصور لويزيا (أحمر)، أباتوصور إكسيلوس (أزرق) وأباتوصور أياكس (أخضر).

كان الأباتوصور ضخما طويل العنق ويمشي على الأربعة أطراف، وذو ذيل يشبه الكرباج. وكانت رجلاه الأماميتات أقصر من رجليه الخلفيين. ويقدر أحد تقديرات حجم الأباتوصور لويزيا طوله بنحو 22 متر.
وكان يزن نحو أربعة أفيال.
ويقدر أحد التقديرات وزن نوع الأباتوصور إكسيلوس بنحو 25 طن
كما تقدر بعض الدراسات أن وزنه كان بين 18 طن و35 طن. 35,000 كـغ (77,000 رطل).
يبين فحص بالميكروسكوب للأباتوصور أجري عام 1999 أن الحيوان كان يكبر سريعا أثناء العمر الصغير وكان يصل خلال عشر سنوات إلى حجمه الطبيعي الكبير.

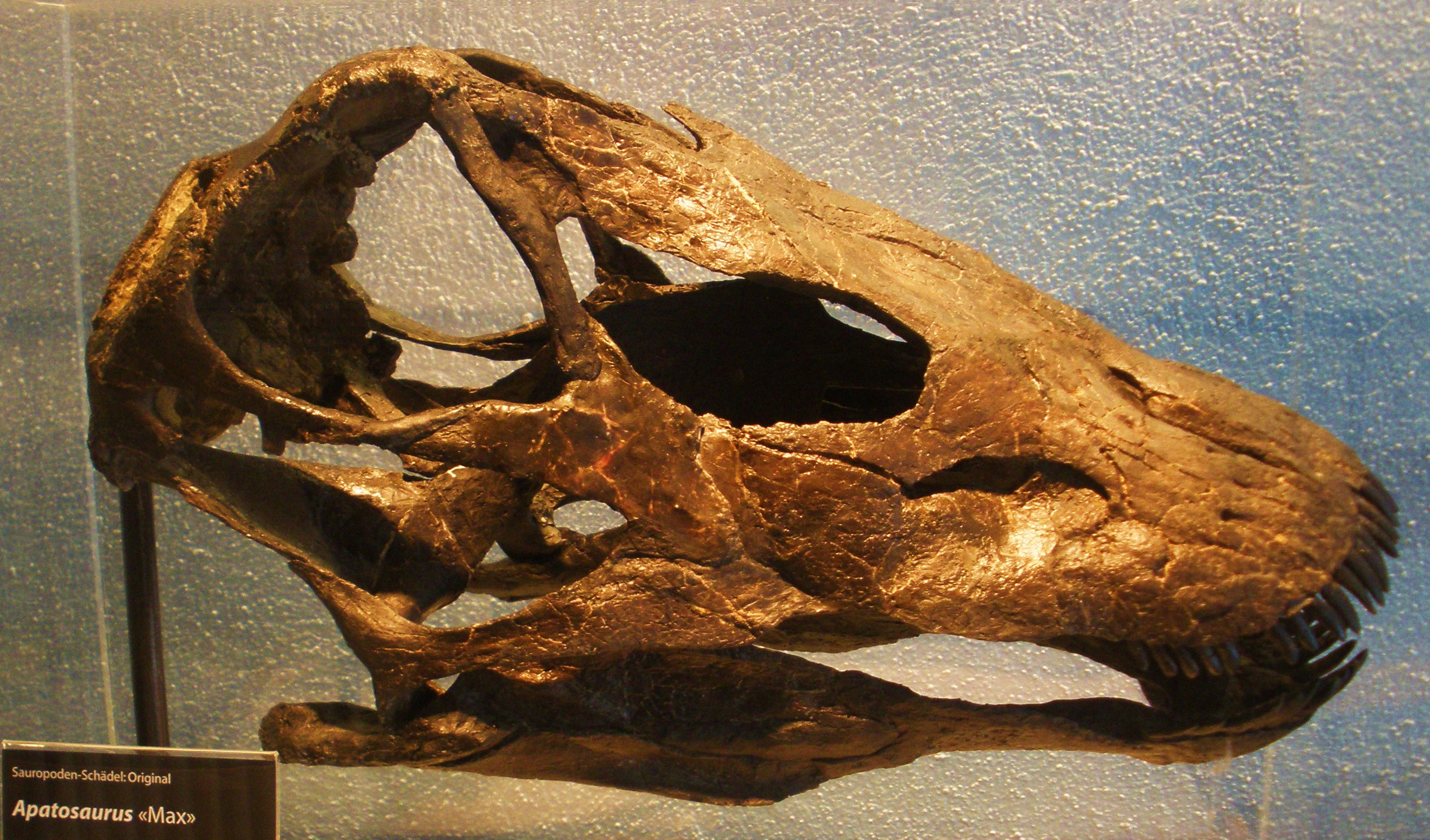
جمجمة أباتوصور، سميت الجمجمة "ماكس" "Max"

وكان حجم الرأس صغيرا بالنسبة للحيوان وكانت له مخالبا حادة مناسبة لمعيشته حيث كان يأكل اللحوم كما يأكل نباتات. وتتميز فقرا الرقبة بتشعبها فكانت لكل فقرة تفريعات ازدواجية تزيد من سماكة العنق. أشواك تطتن
. ولكن الرقبة كان يشغلها نظام من الحوصلات الهوائية تساعد على خفض وزن الرقبة. وكان للأباتوصور أشواك على فقرات ظهره يصل طولها غلأى نحو نصف طول الفقرة.

## وصلات خارجية
- Hartman, Scott. "Sauropods." SkeletalDrawing.com, 2006. Includes A. ajax, A. excelsus, and A. louisae.
- Krystek, Lee. "Whatever Happened to the Brontosaurus?" UnMuseum (Museum of Unnatural Mystery), 2002.
- Taylor, Mike. "Why is 'Brontosaurus' now called Apatosaurus?" MikeTaylor.org.uk, June 28, 2004.

## اقرأ أيضا
- تيرانوصور
- ديناصور
- تريسراتبس
- أنكيلوصوريات
- جيجانتوصور
- سبينوصور الديناصور المصري
- ديناصور ذو ريش
- باراصورولوفوس